# Gaston Silvestre
Gaston Charles Marie Silvestre né le 26 novembre 1886 à Marseille et mort le 16 octobre 1918 à Paris 9e, est un acteur et un réalisateur français.

## Théâtre
- 1907 : Il paraît que ça se passait sous Charles VI, ou le Trou d'Almanzor, opérette-bouffe en 1 acte de Rip et Wilned[3], musique de Willy Redstone[4], au théâtre des Arts (9 février)[5] : le prisonnier fou
- 1907 : La Peur des coups, saynète en 1 acte de Georges Courteline au Tréteau-Royal (25 décembre) : Lui
- 1908 : Aux Bouffes, on pouffe !, revue en 3 actes et 7 tableaux de Rip, Wilned et Paul Fargue, au théâtre des Bouffes-Parisiens (20 février)
- 1908 : Paris tout nu, revue d'Henry de Gorsse et Georges Nanteuil, au théâtre des Ambassadeurs (30 mai)
- 1908 : La Bonne ouverture, ô gué !, revue au théâtre de l'Alhambra (septembre)
- 1908 : V'là l'Potin mondain, revue de Paul Fargue et Paul Charon, à la Comédie-Royale (12 octobre)
- 1908 : Fraisidis, opérette en 1 acte de Jacques Redelsperger, musique de Marcel Lattès, à la Comédie-Royale (16 novembre) : Silène
- 1909 : Le Crible de Paris, revue en 2 actes de F.-A. Lambert et Robert Thévanne, à la Comédie-Royale (6 janvier)[6]
- 1909 : Mirette a ses raisons, comédie en 1 acte de Romain Coolus, à la Comédie-Royale (8 mars) : Fred
- 1909 : La R'vue des Ambass, revue en 7 tableaux de Wilned et Fernand Rouvray, au théâtre des Ambassadeurs (29 mai)
- 1909 : Ma gosse, pièce en 2 actes d'Yves Mirande et Henry Caen, au Moulin Rouge (17 août) : Bébert de Montparno
- 1910 : Excelsior, revue en 2 actes en 8 tableaux d'Yves Mirande et Fernand Nozière, à la Comédie-Royale (16 décembre) : l'américain / le roi / le condamné
- 1911 : J'te pince, Monseigneur !, fantaisie-revue de Michel Carré et André Barde, au Concert de la Gaîté-Rochechouart (1er avril)
- 1911 : A ciel ouvert, revue à grand spectacle en 2 actes et 18 tableaux d'Henri Kéroul et Valentin Tarault, musique de Paul Monteux-Brisac, à la Scala (25 mai)
- 1911 : Mik 1er, opérette en 3 actes de Charles-Alexis Carpentier, musique de Willy Redstone, à la Scala (28 septembre)
- 1911 : La Revue des X, revue en 25 tableaux de Francis de Croisset, Gaston Arman de Caillavet, Max Maurey, Jacques Richepin, Albert Guinon et Romain Coolus, au théâtre des Bouffes-Parisiens (24 novembre)
- 1912 : Rosse ... tant et plus !, revue en 2 tableaux de Georges Nanteuil, à la Boîte à Fursy (26 février)
- 1912 : Agnès, dame galante, comédie en 4 actes en vers d'Henri Cain et Louis Payen, musique d'Henry Février, au théâtre des Bouffes-Parisiens (28 mars) : Riquet, le bouffon[7]
- 1912 : Orphée aux Enfers, opéra-bouffe en 4 actes et 12 tableaux, livret d'Hector Crémieux et Ludovic Halévy, musique de Jacques Offenbach, au théâtre des Variétés (mai)[8] : Mercure[9]
- 1913 : Zizi Pam Pam's, revue en 14 tableaux d'Henry de Gorsse, au Concert de la Cigale (22 mars)[10]
- 1913 : La Revue en chemise, revue à grand spectacle en 17 tableaux de Lucien Boyer, Louis Lemarchand et Henri Battaille, musique d'Eugène Bastin, aux Folies-Bergère (3 juin)[11] : Cambronne / le nègre/ Henri[12]
- 1913 : La Vie parisienne, opéra-bouffe en 4 actes, livret d'Henri Meilhac et Ludovic Halévy, musique de Jacques Offenbach, au théâtre des Variétés (6 octobre) : Raoul de Gardefeu
- 1913 : L'Institut de beauté, comédie en 3 actes d'Alfred Capus, au théâtre des Variétés (21 novembre) : Léopold
- 1914 : Les Dandys, ou la Jeunesse dorée, opérette, livret d'Henri Verne et Gabriel Faure, musique de Marcel Lattès, au théâtre de la Gaîté (février)

## Filmographie

### Comme acteur
- 1909 : Trois jeunes filles pour un fiancé, scénario de Georges Baud (réalisateur anonyme)
- 1910 : La Tournée des grands ducs, de Léonce Perret : l'Escarpe
- 1913 : Monsieur le directeur, de Georges Monca : Gaston Lardillac
- 1914 : La Jeunesse de Rocambole, de Georges Denola : Rocambole
- 1914 : Les Exploits de Rocambole, de Georges Denola : Rocambole
- 1914 : Rocambole et l'Héritage du marquis de Morfontaine, de Georges Denola : Rocambole

### Comme réalisateur
- 1917 : L'Attentat de la Maison Rouge[13], drame d'espionnage en 4 parties d'après la pièce d'André de Lorde, Alfred Gragnon et Max Viterbo
- 1917 : L'Homme qui s'est vendu, comédie dramatique en 3 parties, scénario de Roger Lion et Jean Manoussi